# Tobias Dahm
Tobias Dahm (* 23. Mai 1987 in Böblingen, Baden-Württemberg) ist ein deutscher Leichtathlet. Er tritt beim Kugelstoßen an.

## Beruf
Dahm arbeitet Vollzeit in der PKW-Entwicklung bei einem Automobilbauer in Sindelfingen und trainiert sechsmal die Woche nach Feierabend.

## Sportliche Karriere
In der Jugend trat Dahm beim Mehrkampf an und kam im Alter von 16, 17 Jahren zum Kugelstoßen.
Jahrelang verfehlte Dahm die 20-Meter-Marke nur äußerst knapp. Er schaffte 2013: 19,96 m, 2014: 19,96 m, 2015: 19,97 m, 2016: zunächst 19,99 m. Beim Kugelstoßmeeting am 15. Februar 2016 in Sassnitz gelang ihm der befreiende Wurf auf 20,56 m. Damit hatte er auch die Hallen-WM-Norm von 20,50 Metern übertroffen und nahm an den Hallenweltmeisterschaften 2016 in Portland (Oregon)/USA teil, wo er mit 20,22 m den 8. Platz belegte.
Bei den Olympischen Spielen 2016 in Rio de Janeiro schied er in der Qualifikation für den Endkampf mit 19,62 m aus.

## Vereinszugehörigkeiten
Dahm startet für den VfL Sindelfingen. Sein erster Verein war der VfL Ostelsheim.

## Erfolge
national
- Deutscher Vizemeister 2013
- 3. Platz Deutsche Meisterschaften 2014
- Deutscher Hallenvizemeister 2015
- Deutscher Vizemeister 2015, 2019
- Deutscher Hallenmeister 2016
- Deutscher Hallenvizemeister 2018
- Deutscher Hallenvizemeister 2019

international
- 8. Platz Hallenweltmeisterschaften 2016
- Teilnahme Olympische Spiele 2016